# Evgenija Stroganova
Evgenija Stroganova (in russo Евгения Строганова?; 7 giugno 1979) è una schermitrice russa, vincitrice di una medaglia d'argento ai campionati mondiali di scherma.

## Palmarès
In carriera ha conseguito i seguenti risultati:
- Mondiali di scherma

San Pietroburgo 2007: argento nella spada a squadre.
- Europei di scherma

Zalaegerszeg 2005: oro nella spada a squadre.